# Saint-Laurent-de-Cerdans
Saint-Laurent-de-Cerdans é uma comuna francesa na região administrativa de Occitânia, no departamento de Pirenéus-Orientais. Estende-se por uma área de 45,08 km². Em 2010 a comuna tinha 1 084 habitantes (densidade: 24 hab./km²).